# Thuận Thành
Thuận Thành là một phường thuộc tỉnh Bắc Ninh, Việt Nam.

## Địa lý
Phường Thuận Thành có vị trí địa lý:
- Phía đông giáp các phường Mão Điền và Trạm Lộ
- Phía tây giáp phường Trí Quả
- Phía nam giáp phường Ninh Xá
- Phía bắc giáp các xã Tân Chi và Phật Tích.

Phường Thuận Thành có diện tích 26,58 km², dân số 52.318 người, mật độ dân số đạt 1.968 người/km².

## Lịch sử
Ngày 16 tháng 6 năm 2025, Ủy ban Thường vụ Quốc hội ban hành Nghị quyết số 1658/NQ-UBTVQH15 của UBTVQH về việc sắp xếp các đơn vị hành chính cấp xã của tỉnh Bắc Ninh năm 2025. Theo đó, sắp xếp toàn bộ diện tích tự nhiên, quy mô dân số của các phường Hồ, Song Hồ, Gia Đông và xã Đại Đồng Thành thành phường mới có tên gọi là phường Thuận Thành.

## Địa chỉ trụ sở các cơ quan
- Trụ sở UBND phường: Khu Trung tâm hành chính, phường Thuận Thành
- Trung tâm phục vụ hành chính công: Khu Trung tâm hành chính, phường Thuận Thành
- Công an phường: Khu Trung tâm hành chính, phường Thuận Thành